# Inchiostro (rivista)
Inchiostro è una rivista letteraria italiana.

## Panoramica
Fondata il 1º marzo 1995, è una rivista narrativa specificamente riservata agli scrittori esordienti e dilettanti. Pubblica opere scritte da autori non professionisti, inviate in redazione e scelte da un apposito comitato di lettura. Lo spirito per cui Inchiostro è nata è quello di dar voce a quegli autori che, altrimenti, sarebbero costretti al silenzio o all'anonimato per l'impossibilità di pubblicare i propri lavori. Su Inchiostro si pubblica in modo del tutto gratuito.
Dalla fondazione il direttore di Inchiostro è Giampiero Dalle Molle, giornalista professionista.
Dopo l'improvvisa scomparsa del fondatore Giampiero Dalle Molle, avvenuta il 20 aprile 2015, la rivista è oggi portata avanti dalla nuova editrice Gedi - Gruppo editoriale Delmiglio Inchiostro, e diretta da Emanuele Delmiglio.

## Redazione[1]
Attualmente la redazione di "Inchiostro" è così composta:
Direttore - Emanuele Delmiglio
Redattori - Electra Bove, Gioia Tasca, Enrico Rulli
Collaboratori - Simona Cremonini, Sofi Hakobyan, Stefano Giorgianni, Roberta Tosi

## Diffusione
La rivista è distribuita nelle principali edicole di Milano, Torino, Verona e del centro di Roma; in oltre ottanta librerie in tutta Italia fra cui quelle del circuito Feltrinelli, oltre che per abbonamento.

## Le interviste esclusive
- Paola Capriolo (n°1/1995)
- Aldo Busi (n°3/1995)
- Marco Bellocchio (n°1/1996)
- Enrico Brizzi (n°1/1996)
- Stefano Benni (n°2/1996)
- Alda Merini (n°2/1996)
- Andrea De Carlo (n°3/1996)
- Fulvio Tomizza (n°4/1996)
- Dacia Maraini (n°5/1996)
- Andrea G. Pinketts (n°1/1997)
- Niccolò Ammaniti (n°2/1997)
- Alessandro Baricco (n°3-4/1997)
- Daniel Pennac (n°5/1997)
- Marco Lodoli (n°6/1997)
- Banana Yoshimoto (n°2/1998)
- Carlo Lucarelli (n°5/1998)
- Susanna Tamaro (n°1/1999)
- Valerio M. Manfredi (n°2/1999)
- Giulio Mozzi (n°3-4/1999)
- Aldo Nove (n°5/1999)
- Peter Russell (n°1/2000)
- Claudio Magris (n°3-4/2000)
- Dan Fante (n°5/2000)
- Erri De Luca (n°6/2000)
- Valerio Evangelisti (n°2/2001)
- Dario Argento (n°3-4/2001)
- Sebastiano Vassalli (n°5/2001)
- Ferdinando Camon (n°1/2002)
- Paco Ignacio Taibo II (n°3-4/2002)
- Mauro Covacich (n°5/2002)
- David Grossman (n°6/ 2002)
- Isabella Santacroce (n°1/ 2003)
- Isabella Bossi Fedrigotti (n°2/2003)
- Luis Sepúlveda (n°1/2004)
- Cinzia Tani (n°2/2004)
- Alessandro Piperno (n°1/2006)
- Federico Moccia (n°2/2006)
- Salvatore Niffoi (n°3-4/2006)
- Joe R. Lansdale (n°5-6/2006)
- Amélie Nothomb (n°3-4/2007)
- Giancarlo De Cataldo (n°5-6/2007)
- Daria Bignardi (n°5-6/2009)

## Hanno esordito con Inchiostro
- Silvana De Mari (n°3-4/1997 - n°6/1998 - n°1/1999 - n°2/1999 - n°6/1999 - n°5, 2000 - n°6, 2001 - n°5/2002 - n°6/2002 - n°2/2003 - n°3-4/2003 - n°3-4/2004)
- Christian Frascella (n°6/1997 - n°1/1999 - n°1/2000)
- Gianluca Morozzi (n°5/2000 - n°1/2001 - n°1-2/2008)
- Guido Sgardoli (3-4/2001 - n°5/2001 - n°6/2001 - n°3-4/2002 - n°5/2002 - n°1/2003 - n°2/2004 - n°2/2005 - n°2/2006)
- Andrea Mucciolo (nº 3-4/2006 - nº 5-6/2007 - nº 3-4/2007 - nº 3-4/2008)

## Copertine d'autore
- Guido Crepax (n°1/1995)
- Milo Manara (n°2/1995)
- Corrado Roi (n°2/1996)
- Domenico Spagarino (n°1/1997 - n°2/1997 - n°2/1998)
- Roberto De Angelis (n°1/1999 - n°5/1999)